# Capparis nummularia
Capparis nummularia är en kaprisväxtart tillhörande släktet Capparis som beskrevs 1824 av Augustin Pyrame de Candolle.
Den förekommer på sandiga flodslätter och klippor i Australien (Queensland, Northern Territory och Western Australia), där den på engelska kallas "coastal caper", "Flinders rose", "caperbush" eller "wild passionfruit". De mogna frukterna (gula med gult fruktkött och svarta frön) äts och blomknopparna kan användas som kapris.
Artnamnet betyder "lik ett litet mynt", från nummulus - en diminutivform av latin nummus (från grekiska νόμος, nómos), "mynt".